# Robert de Clifford (4e baron de Clifford)
Pour les articles homonymes, voir Clifford et Robert de Clifford.
Robert de Clifford (v.1330 – 1350), 4e baron de Clifford et 4e seigneur de Skipton, est un membre de la famille Clifford.

## Biographie
Il hérite des terres des Clifford à la mort de son père Robert en 1344. Sa mère est Isabelle de Berkeley, la fille de Maurice de Berkeley.
Il épouse en 1343 Euphémie Neville, fille de Ralph Neville, auquel il est confié à la mort de son père. Robert meurt en 1350 sans héritier et avant d'avoir atteint sa majorité. Son frère Roger hérite de ses titres.